# Prémio de Arquitectura em Tijolo de Face à Vista
O Prémio de Arquitectura em Tijolo de Face à Vista - Cerâmica Vale da Gândara é organizado e patrocinado pela empresa Cerâmica Vale da Gândara e destina-se a premiar as obras construídas em tijolo de face à vista, ou com uma preponderante aplicação de tijolo de pavimento, que se evidenciem pela sua qualidade arquitectónica e coerência construtiva, considerando duas categorias distintas, a Categoria Absoluta e a Categoria Jovem Arquitecto. A categoria Absoluta destina-se a premiar a melhor obra de arquitectura e a Categoria Jovem Arquitecto distingue a melhor candidatura de autor com idade até aos 40 anos, inclusive. É atribuído desde 2002 e conta com o apoio da Ordem dos Arquitectos.

## Vencedores Categoria Absoluta
| Ano  | Vencedor(s)                         | Obra                                      |
| ---- | ----------------------------------- | ----------------------------------------- |
| 2016 | Miguel Marcelino                    | Centro Escolar de Fonte de Angeão         |
| 2012 | Nuno Brandão Costa                  | Escola EBI/JI do Padrão                   |
| 2012 | Atelier Promontório                 | Escola “O Parque”                         |
| 2010 | João Lúcio Lopes                    | Escola Secundária Gabriel Pereira         |
| 2008 | Rui Manuel Oliveira Afonso da Silva | Incubadora de Empresas da Figueira da Foz |
| 2005 | João Álvaro Rocha                   | Conjunto Habitacional da Seara            |
| 2003 | Manuel Salgado                      | Hotel Ópera                               |

## Vencedores Categoria Jovem Arquitecto
| Ano  | Vencedor(s)                                               | Obra                                                 |
| ---- | --------------------------------------------------------- | ---------------------------------------------------- |
| 2016 | Pedro Sousa                                               | Jardim da Mouraria                                   |
| 2012 | João Crisóstomo                                           | Bloco no Avenal                                      |
| 2010 | Atelier Aberto                                            | Casa CC                                              |
| 2008 | Sara Antunes e Mário Ferreira                             | Moradia do Pinhal Verde, Lote 5                      |
| 2005 | Luís Filipe Amado Antas de Barros                         | Moradia unifamiliar na Rua Costa Mota 153            |
| 2005 | Filipa Castro Guerreiro e Tiago Freitas de Macedo Correia | Ampliação da Escola Profissional de Paredes de Coura |